# Vatnajökull

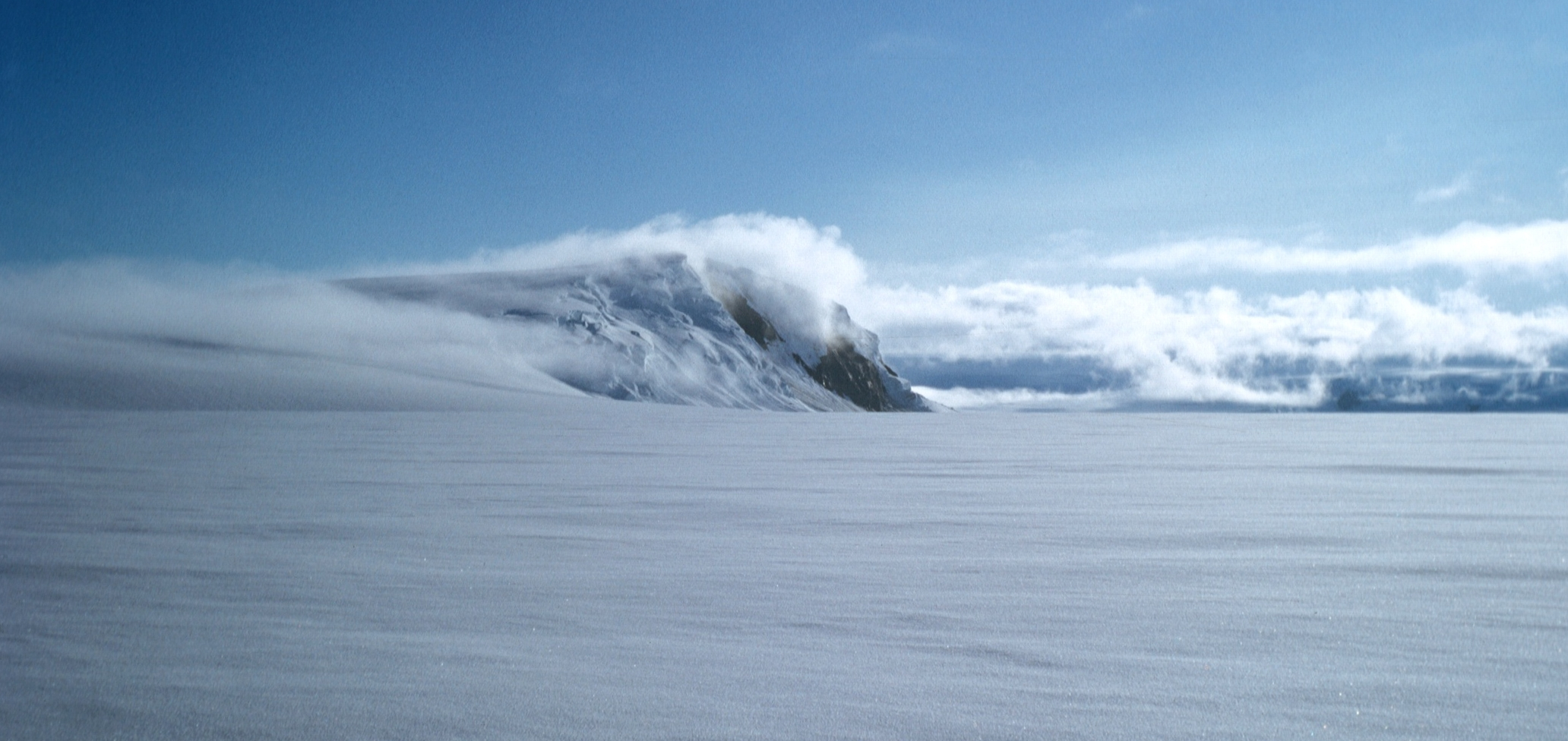
Grímsvötn im Vatnajökull

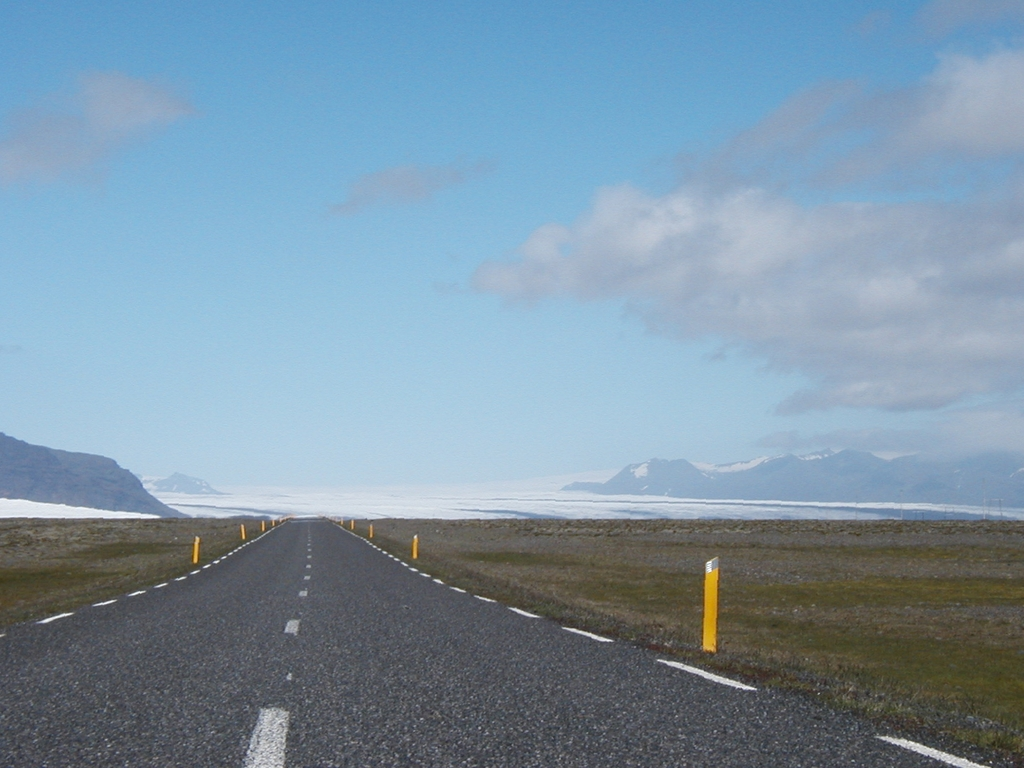
Breiðamerkurjökull

Der Vatnajökull ['vahtnaˌjœˑkʏtl̥] (isl. für „Wassergletscher“) ist der größte Gletscher Islands und zudem außerhalb des Polargebiets auch der größte Europas. Es handelt sich um einen Plateaugletscher im Südosten des Landes. Seine Fläche beträgt rund 7.700 km², was etwa 8 % der Fläche Islands entspricht. Das Eisvolumen wird auf über 3.000 km³ geschätzt.

## Geografie
Die Mächtigkeit der Eisschicht beträgt bis zu 1000 Meter. Einige der aktivsten Vulkane der Insel liegen unter dem Gletscher und zwischen ihnen ein ca. 500 bis 800 m tiefes Tal. Seit dem 12. September 2004 lagen über 50 % des Vatnajökull im Skaftafell-Nationalpark, der am 7. Juni 2008 in den neu gegründeten Vatnajökull-Nationalpark eingegliedert wurde, der nun der größte Nationalpark Europas ist. Im Süden des Vatnajökull-Nationalparks befindet sich der Morsárfoss, der höchste Wasserfall Islands.

## Etymologie
Vatnajökull bedeutet so viel wie „Wassergletscher“.

## Glaziologie

### Entstehen und Wachsen des Gletschers
Wie viele andere Gletscher Islands entstand der Vatnajökull vor etwa 2.500 Jahren.
Zur Zeit der Landnahme im 9. Jahrhundert n. Chr. war der Gletscher bedeutend kleiner als heute. So lagen etwa die Esjufjöll (nicht zu verwechseln mit der Esja bei Reykjavík) außerhalb des eigentlichen Gletschers, während sie sich heute in dessen Mitte befinden.
Im 15. Jahrhundert begann die sog. Kleine Eiszeit, die in Island bis ca. 1890 dauerte. Der Vatnajökull vergrößerte sich infolgedessen.

### Verringerung der Eisfläche
Seit einigen Jahren verliert der Vatnajökull wie die meisten Gletscher an Größe, seit dem Ende des 19. Jahrhunderts genaugenommen um 10 %, d. h. ca. 300 km³, was einen Beitrag um 1 mm zur derzeitigen Anhebung des Meeresspiegels bedeutet. Als mögliche Gründe werden die globale Klimaveränderung (Treibhauseffekt) und die vulkanischen Aktivitäten der letzten Jahre – die unter dem Gletscher liegenden Vulkane Grímsvötn und Bárðarbunga gehören zu den aktivsten der Insel – angeführt (vgl. auch Gletscherschwund).
In direktem Zusammenhang damit steht auch die Anhebung des Landes. Die Schwere der Eiskappe, die auf dem Land lastet, verringert sich. Infolgedessen hebt sich das betroffene Land.

## Vulkanische Aktivität
Die höchste Erhebung Islands mit 2.110 Meter ü. d. M., der Vulkan Hvannadalshnjúkur, befindet sich im Süden des Vatnajökull.
Unter der Eiskappe des Vatnajökull gibt es etliche aktive Vulkanzentren bzw. subglaziale Vulkane:
- Im Westen die Grímsvötn, das aktivste Vulkansystem Islands mit Gjálp, Þórðarhyrna und Pálsfjall
- Im Nordwesten die Bárðarbunga, zu deren System auch Loki-Fögrufjöll (auch: Hamarinn oder Lokahryggur) gehört
- Im Norden der Kverkfjöll und im Südosten Esjufjöll und Öræfajökull mit dem Hvannadalshnúkur

Ein Hochtemperatursystem mit Einbruchskesseln befindet sich westlich der Grímsvötn, die Skaftárkatlar. Unter den Kesseln sammelt sich jeweils in einem Rhythmus von 3 Jahren bis zu einmal jährlich Tauwasser, das ähnlich wie bei den Grímsvötn schließlich eine Eisbarriere durchbricht und über den Fluss Skaftá ins Meer strömt. Diese Gletscherläufe haben aber normalerweise nur einen recht kleinen Umfang von 400 bis 1.500 m³/s. Weil sie aber sehr schnell anwachsen können und u. U. giftige Gase mit sich tragen, werden die Skaftárkatlar gut überwacht.
Am 1. November 2004 fand ein Ausbruch an den Grímsvötn statt, der eine Flut über den Skeiðarársandur schickte. Die Überschwemmung kam jedoch keineswegs an die Flut von 1996 heran und betrug an ihrem Höchststand nur 2.000 m³/s. Die Region musste während dieser Eruption nicht evakuiert werden. Lediglich der Flugverkehr wurde teilweise umgeleitet. Bereits am 3. November waren in Finnland Aschepartikel der Eruption nachweisbar.
Die Bárðarbunga ist zuletzt von August 2014 bis Februar 2015 aktiv gewesen, die Grímsvötn zuletzt im Mai 2011.

### Gletscherlauf am Köldukvíslarjökull

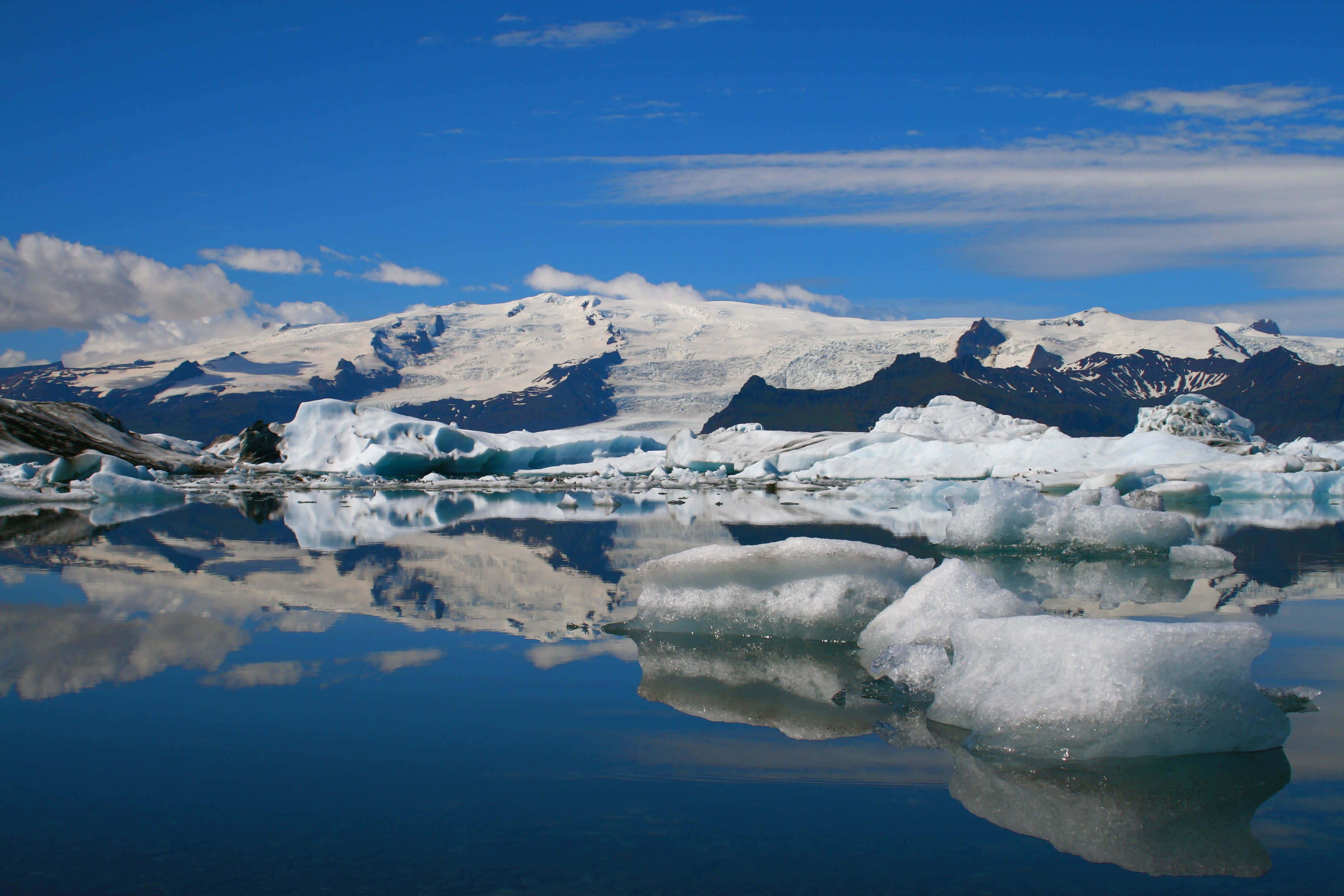
Gletschersee Jökulsárlón am Vatnajökull

Am 12. und 13. Juli 2011 stellte man Tremor am Vulkan Loki-Fögrufjöll fest, dem ein Gletscherlauf aus dem zum Vatnajökull gehörenden Seitengletscher Köldukvíslarjökull über den Fluss Sveðja folgte. Dieser wurde größtenteils vom Stausee Hágöngulón aufgefangen, wobei der Wasserstand in dem 37 km² großen See um 70 Zentimeter anstieg. Die Menge der Flüssigkeit wurde auf 26 Millionen Kubikmeter geschätzt. Auf seinem Höhepunkt zwischen 2 Uhr und 4 Uhr in der Nacht zum 13. Juli 2011 strömten über 2.000 m³/s in den Stausee. Bei einem Überflug des Gletschers stellte man am Hamarinn einen neu entstandenen Einbruchskessel im Gletschereis fest. Bei einem erneuten Flug über den Gletscher am 18. Juli 2011 fanden Wissenschaftler zwei neue Einbruchskessel und brachten am Hamarinn Messgeräte an. Auch entnahm man Proben aus dem Wasser des Flusses Sveðja, um zu untersuchen, ob der Gletscherlauf auf regelmäßiges Abtauen durch das neu entdeckte Hochtemperaturgebiet am Hamarinn, wobei sich das Wasser erst in einem subglazialen See gesammelt hätte und dann nach Erreichen einer kritischen Menge durchgebrochen wäre, oder aber auf einen subglazialen Vulkanausbruch zurückzuführen sei.

### Übersicht über Vulkanausbrüche in Vulkansystemen unter dem Vatnajökull seit der Besiedelung Islands
Zahlreiche Vulkanausbrüche können nur vermutet werden, da ihre Kraft nicht ausreichte, den bis zu 900 m dicken Gletscher über sich abzutauen und sie sich nur etwa über Gletscherläufe bemerkbar machten. Die Übersicht folgt i. A. Darstellungen des Vulkanologischen Instituts der Universität Island (Institute for Earth Sciences)
| Vulkan                                 | Jahr             | Vulkansystem                    | Begleitender Gletscherlauf (Fluss)                 |
| -------------------------------------- | ---------------- | ------------------------------- | -------------------------------------------------- |
| Veiðivötn                              | 0900             | Bárðarbunga                     |                                                    |
|                                        | 0905             | Grímsvötn                       |                                                    |
|                                        | 0940             | Bárðarbunga                     |                                                    |
| unbekannter Ursprung                   | 1000             |                                 |                                                    |
|                                        | 1060             | Grímsvötn                       |                                                    |
|                                        | 1080             | Bárðarbunga                     |                                                    |
|                                        | 1159             | Bárðarbunga                     |                                                    |
|                                        | 1332             | Grímsvötn                       | Skeiðará                                           |
|                                        | 1341             | Grímsvötn                       |                                                    |
|                                        | 1354             | Grímsvötn                       |                                                    |
| Öræfajökull                            | 1362             | Öræfajökull                     | diverse Flüsse                                     |
|                                        | 1410             | Bárðarbunga                     |                                                    |
| Veiðivötn                              | 1477             | Bárðarbunga                     | Jökulsá á Fjöllum                                  |
|                                        | 1500             | Grímsvötn                       |                                                    |
|                                        | 1598             | Grímsvötn                       |                                                    |
|                                        | 1603             | Grímsvötn                       |                                                    |
|                                        | 1619             | Grímsvötn                       |                                                    |
|                                        | 1629             | Grímsvötn                       | Skeiðará                                           |
|                                        | 1638             | Grímsvötn                       |                                                    |
|                                        | 1659             | Grímsvötn                       | Skeiðará                                           |
| unbekannter Ursprung                   | 1681             |                                 |                                                    |
|                                        | 1684–85          | Grímsvötn, Dyngjufjöll          |                                                    |
|                                        | 1697             | Bárðarbunga                     | Skeiðará                                           |
| unbek. Ursprung                        | (1702, ungewiss) |                                 |                                                    |
|                                        | 1706             | Grímsvötn, Bárðarbunga          |                                                    |
|                                        | 1707             | Bárðarbunga                     |                                                    |
|                                        | 1711–12          | Bárðarbunga                     | Jökulsá á Fjöllum                                  |
|                                        | 1716             | Grímsvötn, Bárðarbunga          | Jökulsá á Fjöllum                                  |
|                                        | 1717             | Bárðarbunga                     | Jökulsá á Fjöllum                                  |
|                                        | 1720             | Bárðarbunga                     |                                                    |
|                                        | 1725             | Grímsvötn                       | Skeiðará                                           |
|                                        | 1726             | Dyngjufjöll, Richtung Grímsvötn | Jökulsá á Fjöllum                                  |
| Öræfajökull                            | 1727             | Öræfajökull                     | diverse Flüsse                                     |
| unbek. Ursprung                        | 1729             |                                 | Jökulsá á Fjöllum                                  |
|                                        | 1739             | Bárðarbunga                     |                                                    |
| Síðujökull                             | 1753             |                                 | Djúpá, Hverfisfljót, Skaftá                        |
|                                        | 1766             | Bárðarbunga                     | Þjórsá                                             |
| unbek. Ursprung                        | 1768             |                                 |                                                    |
|                                        | 1769             | Bárðarbunga oder Grímsvötn      |                                                    |
|                                        | 1766             | Bárðarbunga                     | Þjórsá                                             |
|                                        | 1774             | Grímsvötn                       | Skeiðará                                           |
| Laki                                   | 1783             | Grímsvötn                       | Skaftá, Þjórsá                                     |
|                                        | 1784–85          | Grímsvötn                       | Núpsvötn, Skeiðará                                 |
| Westlicher Vatnajökull                 | 1794, vermutlich |                                 |                                                    |
| Nordwestlicher Vatnajökull, Dyngjuháls | 1798             |                                 |                                                    |
| Nordwestlicher Vatnajökull             | 1807, vermutlich |                                 |                                                    |
|                                        | 1816             | Grímsvötn                       |                                                    |
| Þórðarhýrna                            | 1823             | Grímsvötn                       |                                                    |
|                                        | 1838             | Grímsvötn                       | Skeiðará                                           |
|                                        | 1854             | Grímsvötn                       |                                                    |
|                                        | 1861             | Grímsvötn                       | Skeiðará                                           |
| Tröllagígar                            | 1862–64          | Bárðarbunga                     |                                                    |
| Háabunga, Þórðarhýrna                  | 1867             | Grímsvötn                       | Skeiðará                                           |
| Dyngjuháls                             | (1872, unsicher) | Bárðarbunga                     |                                                    |
| Þórðarhýrna                            | 1873             | Grímsvötn                       | Skeiðará, Djúpá                                    |
|                                        | 1883             | Grímsvötn                       | Skeiðará                                           |
|                                        | 1883             | Grímsvötn, Kverkfjöll           | Skeiðará                                           |
| Þórðarhýrna                            | 1887             | Grímsvötn                       | Súla                                               |
|                                        | 1892             | Grímsvötn                       | Skeiðará                                           |
|                                        | 1897             | Grímsvötn                       |                                                    |
| Dyngjuháls                             | 1902–03          | Bárðarbunga                     | Jökulsá á Fjöllum                                  |
| Þórðarhýrna                            | 1903             | Grímsvötn                       | Skeiðará, Súla                                     |
| unbek. Ursprung                        | 1903             |                                 | Jökulsá á Brú                                      |
| Östlichster Loki-Kessel                | 1910             |                                 |                                                    |
|                                        | 1911             | Grímsvötn                       | Skeiðará, Súla                                     |
|                                        | 1927             | Esjufjöll                       | Jökulsá á Breiðarmerkursandi                       |
| unbek. Ursprung                        | 1933             |                                 | Skjálfandafljót                                    |
| Nördlich der Grímsvötn                 | 1933             | Grímsvötn                       |                                                    |
|                                        | 1934             | Grímsvötn                       | Skjálfandafljót, Skeiðará, Súla, Jökulsá á Fjöllum |
|                                        | 1938             | Grímsvötn                       | Skeiðará                                           |
|                                        | (1941, vermutet) | Grímsvötn                       | Skeiðará                                           |
|                                        | (1944, vermutet) | Grímsvötn                       | Skeiðará                                           |
|                                        | (1954, vermutet) | Grímsvötn                       | Skeiðará                                           |
|                                        | 1968             | Kverkfjöll                      |                                                    |
|                                        | 1983             | Grímsvötn                       |                                                    |
|                                        | 1984             | Grímsvötn                       |                                                    |
| Östlichster Loki-Kessel                | (1986, vermutet) | Bárðarbunga                     | Skaftá                                             |
|                                        | 1996             | Bárðarbunga                     |                                                    |
| Gjálp                                  | 1996             | Grímsvötn                       | Skeiðará, Súla, Skjálfandafljót, Jökulsá á Fjöllum |
| Grímsvötn                              | 1998             | Grímsvötn                       | Skeiðará, Súla                                     |
| Grímsvötn                              | 2004             | Grímsvötn                       | Skeiðará, Súla                                     |
| Grímsvötn                              | (2010, vermutet) | Grímsvötn                       | Skeiðará, Súla                                     |
| Grímsvötn                              | 2011             | Grímsvötn                       |                                                    |
| Hamarinn                               | (2011, vermutet) | Bárðarbunga                     | Sveðja                                             |
| Holuhraun                              | 2014             | Bárðarbunga                     |                                                    |

## Vatnajökull-Nationalpark
Seit 2008 besteht der Nationalpark Vatnajökull. Er umfasst 12.000 km², das sind 12 % der Landesoberfläche. Der Vatnajökullgletscher liegt in ihm ebenso wie der ehemalige Skaftafell-Nationalpark, der Jökulsárgljúfur-Nationalpark und der Laki-Krater. Er ist in einen nördlichen, südlichen, westlichen und östlichen Bereich aufgeteilt.

### Bilder
- Panoramabild Vatnajökull
- Panoramabild eines Seitengletschers, des Síðujökull

### Wissenschaftl. Artikel

#### Zur Glaziologie
- David J.E.Evans, David R. Twigg: The active temperate glacial landsystem: a model based on Breiðamerkurjökull and Fjallsjökull, Iceland. Dept. of Geography and Topographic Science, Glasgow August 2002 (englisch). doi:10.1016/S0277-3791(02)00019-7. (wissenschaftliche Beschreibung der Entwicklung des Breiðamerkurjökull, einer südlichen Auslassgletscher)
- Stefan Bürger et al.: Zeitliche Schwereänderung und glazio-isostatische Ausgleichsbewegung am Vatnajökull, Südost-Island. Dgg-online. Mitteilungen 2002 Univ. Mainz, Max-Planck-Inst. u. Inst. f. Geowissenschaften Potsdam. (Isostatische Veränderungen am Vatnajökull)
- Wolfgang Jacoby et al.: Temporal Gravity Variations near Shrinking Vatnajökull Ice Cap, Iceland. In: Pure and applied Geophysics, Vol. 166, no.8–9, 2009, doi:10.1007/s00024-009-0499-9 (Gravitationsveränderungen am Vatnajökull, div. deutsche Universitätsinst.) (englisch)
- Oddur Sigurðsson: Áhrif gjóskufalls á leysingu jökla. Veðurstofa Íslands, 30. Mai 2011 (isländisch)

#### Zu den Vulkansystemen unter dem Vatnajökull
- Almannavarnir, Grímsvötn – Upplýsingar. (PDF) Überblickskarte zu den Vulkansystemen unter dem Vatnajökull, rote Kreise, S. 2 (isländisch).
- Volcanic eruptions beneath the ice cap Vatnajökull. Geophysic Devision of the Science Institute, Univ. of Iceland [Übersicht über die großen subglazialen Vulkane unter dem Vatnajökull und mit ihnen verbundene Gefahren, Vulkanolog. Inst., Háskóli Íslands] (englisch)
- Magnús T. Gudmundsson, Thórdís Högnadóttir: Volcanic systems and calderas in the Vatnajökull region, central Iceland: Constraints on crustal structure from gravity data. In: Journal of Geodynamics, Vol. 43, iss. 1, Jan. 2007, 153–169; doi:10.1016/j.jog2006.09.015
- Helgi Björnsson, Páll Einarsson: Volcanoes beneath Vatnajökull, Iceland: Evidence from Radio Echo-Sounding, Earthquakes and Jökulhlaups. Jökull, 40. 1991, S. 147–168 [Univ. Island: Geolog. Untersuchungen mit Echolot zu den Vulkanen unter dem Vatnajökull] (englisch)
- Kilian Scharrer: Monitoring ice-volcano interactions in Iceland using SAR and other remote sensing techniques. (PDF; 9,4 MB) Dissertation, Ludwigs-Maximilian-Universität, München, 2007 [Projekt Satelliten-Beobachtungen von Islands Vulkanen unter dem Vatnajökull] (englisch)
- Erik Sturkell: Impact on crustal deformation. Magmatic and tectonic processes of glacier thinning due to climate change. (englisch)
- Sigrún Hreinsdóttir et al.: Hamarinn - GPS Time Series (HAMA & HAFS). (Messdaten zum Hamarinn) Geol. Inst., Univ. Island (englisch)

### Zum Nationalpark Vatnajökull
- Website des Nationalparks, engl.

### Sport
- Bericht und Fotos einer Gletscherüberquerung
- Skitouren über den Vatnajökull zu den Grímsvötn, engl.